# Jean-Charles de Borda
Jean-Charles, cavaler de Borda (n. 4 mai 1733 la Daxban - d. 19 februarie 1799 la Paris) a fost un matematician, fizician, politician și navigator francez.
A studiat la Colegiul La Flèche și la Școala Militară de Geniu.
În 1756 a devenit membru al Academiei Militare.
A luat parte la bătălia de la Hastenbeck în calitate de adjutant al mareșalului Maillebois.
După terminarea campaniei, a intrat în serviciul marinei, unde l-a preocupat arta nautică, publicând mai multe memorii asupra rezistenței fluidelor, teoriei proiectilelor și asupra calculului variațional.

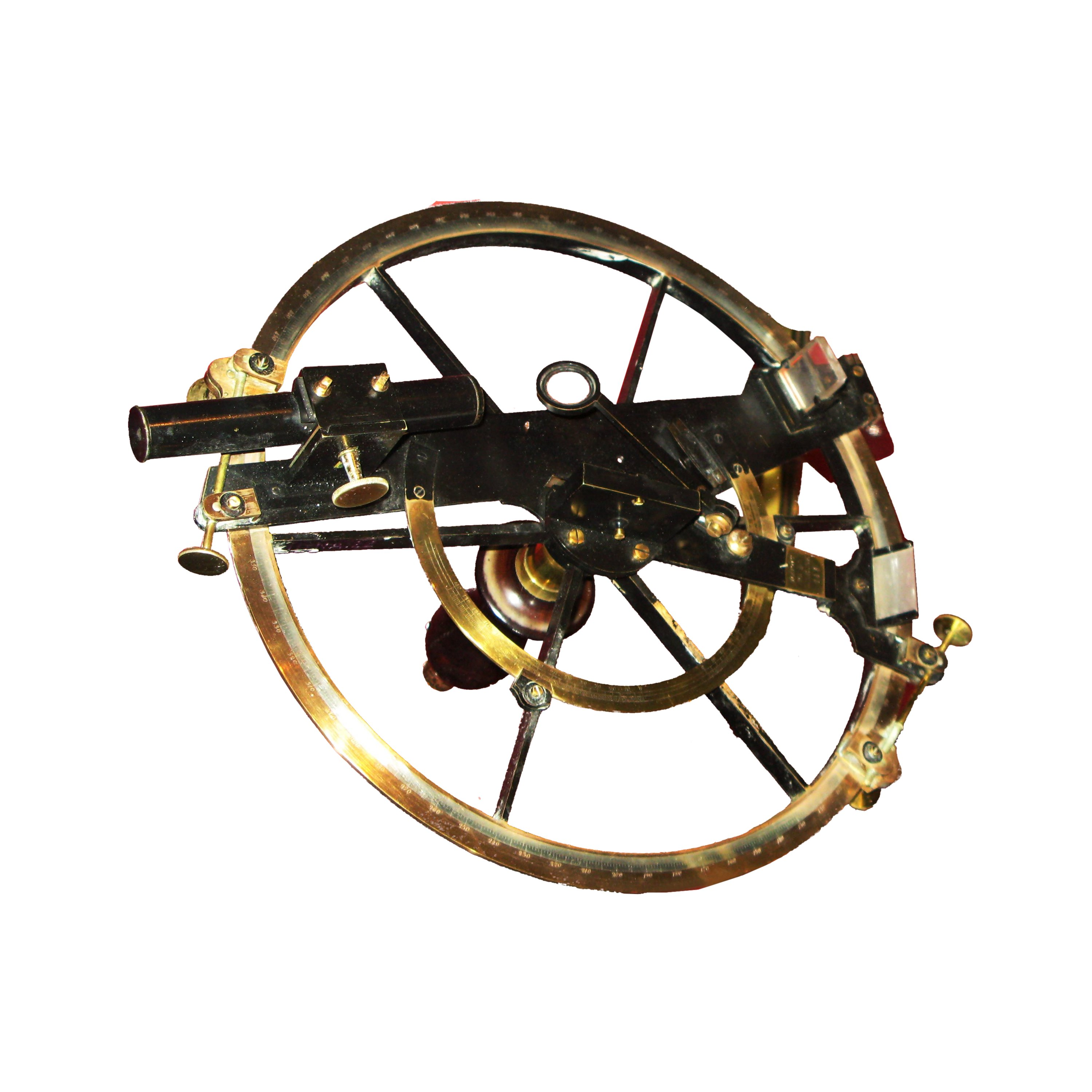
Cercul de reflexie, instrument îmbunătăţit de Borda şi utilizat în navigație pentru măsurarea unghiurilor

Prima campanie pe mare a întreprins-o în 1768.
În 1771, ca șef de escadrilă, în calitate de Comisar al Academiei pentru studiul mișcării mareelor, a călătorit în America, însoțit de Crenne și Pingré, apoi în Africa de Vest, insulele Azore și Capul Verde.
În 1776 a determinat poziția insulelor Canare, apoi a fost numit ministru al Marinei.
A fost în strânsă corespondență cu Delambre și Méchain.
Jean-Charles de Borda a fost unul dintre cei mai mari geometri francezi, care a adus contribuții deosebite în domeniul navigației maritime prin utilizarea calculelor geometrice practice.
De asemenea, în 1768, a abordat ecuația suprafețelor minimale și apoi brahistocrona.
A întocmit tabele trigonometrice zecimale, revăzute și publicate de Delambre.
Borda a studiat și astronomia.
Lucrările sale au fost publicate de Delambre în 1801.
În 1890 i s-a ridicat un bust în orașul său.